# Adele Gamper
Adele Gamper geborene Sulzer (* 16. Juni 1850 in Winterthur; † 21. Juli 1911 in Dresden) war eine Frauenrechtlerin.
Sie gründete im Januar 1894 gemeinsam mit Marie Stritt den „Rechtsschutzverein für Frauen in Dresden“, welcher einen der drei umfassenden Gegenentwürfe der Frauen zum BGB formulierte.

## Werke
- Die zukünftige Stellung der deutschen Frau im Recht. In: Stephan Meder, Arne Duncker und Andrea Czelk (Hrsg.): Die Rechtsstellung der Frau um 1900, eine kommentierte Quellensammlung (= Rechtsgeschichte und Geschlechterforschung. Band 12). Böhlau, Köln 2010, ISBN 978-3-412-20577-5, doi:10.7788/boehlau.9783412212919.371.